# Schischcatella heinorum
Schischcatella heinorum is een mosdiertjessoort uit de familie van de Semicosciniidae. De wetenschappelijke naam van de soort is voor het eerst geldig gepubliceerd in 2009 door Ernst & Bohatý.